# Grace Annie Lockhart
Grace Annie Lockhart, född 1857, död 1907, var en kanadensisk akademiker. Hon fick en Bachelor of Science and English Literature den 25 maj 1875 från Mount Allison University i Sackville, New Brunswick, Kanada, och är känd som den första kvinna i det brittiska imperiet som mottog en kandidatexamen.